# Ђакалоне (Палермо)
Ђакалоне је насеље у Италији у округу Палермо, региону Сицилија.
Према процени из 2011. у насељу је живело 1253 становника. Насеље се налази на надморској висини од 658 м.